# Života Vlajić
Života Vlajić (Belgrád, 1933[forrás?]–?) jugoszláv nemzetközi labdarúgó-játékvezető.

## Pályafutása

### Nemzeti játékvezetés
1958-ban lett az I. Liga játékvezetője. Az aktív nemzeti játékvezetéstől 1981-ben vonult vissza.

#### Nemzeti kupamérkőzések
Vezetett Kupa-döntők száma: 1.

##### Jugoszláv Kupa
| Időpont         | Helyszín                       | Mérkőzés típusa | Mérkőzés                             | Eredmény | Nézők száma |
| --------------- | ------------------------------ | --------------- | ------------------------------------ | -------- | ----------- |
| 1981. május 24. | Crvena zvezda Stadion, Belgrád | döntő           | Velež Mostar–FK Željezničar Sarajevo | 3 – 2    | 40 000      |

### Nemzetközi játékvezetés
A Jugoszláv Labdarúgó-szövetség Játékvezető Bizottsága (JB) terjesztette fel nemzetközi játékvezetőnek, a Nemzetközi Labdarúgó-szövetség (FIFA) 1960-tól tartotta nyilván bírói keretében. Több nemzetek közötti válogatott és klubmérkőzést vezetett, vagy működő társának partbíróként segített. A szerb nemzetközi játékvezetők rangsorában, a világbajnokság-Európa-bajnokság sorrendjében többedmagával a 16. helyet foglalja el 1 találkozó szolgálatával. Az aktív nemzetközi játékvezetéstől 1981-ben búcsúzott. Válogatott mérkőzéseinek száma: 3.

#### Világbajnokság
A világbajnoki döntőhöz vezető úton Chilébe a VII., az 1962-es labdarúgó-világbajnokságra a FIFA JB bíróként alkalmazta.

##### Selejtező mérkőzés
| Időpont            | Helyszín             | Mérkőzés típusa           | Mérkőzés      | Eredmény | Nézők száma |
| ------------------ | -------------------- | ------------------------- | ------------- | -------- | ----------- |
| 1960. november 13. | GSP Stadion, Nicosia | előselejtező (7. csoport) | Ciprus–Izrael | 1 – 1    | 11 000      |

## Magyar vonatkozás
| Időpont             | Helyszín             | Mérkőzés típusa              | Mérkőzés                 | Eredmény | Nézők száma |
| ------------------- | -------------------- | ---------------------------- | ------------------------ | -------- | ----------- |
| 1980. augusztus 27. | Népstadion, Budapest | felkészülési (549. mérkőzés) | Magyarország–Szovjetunió | 1 – 4    | 20 000      |

## Külső hivatkozások
- Života Vlajić. scoreshelf.com. [2015. október 2-i dátummal az eredetiből archiválva]. (Hozzáférés: 2014. június 13.)
- Života Vlajić. eu-football.info. (Hozzáférés: 2014. június 13.)[halott link]
- Života Vlajić. rsssf.com. (Hozzáférés: 2014. június 13.)

| Elődje: Egon Sostaric | Jugoszláv kupadöntő 1980–1981 | Utódja: Egon Sostaric |